# Gustav Hartwig (Politiker)
Gustav Emil Leberecht Hartwig (* 15. Dezember 1839 in Unkersdorf; † 25. Februar 1908 in Dresden) war ein deutscher Baumeister und ein konservativer und antisemitischer Politiker.

## Leben und Wirken
Der Sohn des Volksschullehrers Karl Gottlob Hartwig in Unkersdorf erhielt seine erste Schulbildung an der Volksschule in seinem Heimatdorf. Anschließend besuchte er ergänzend zu einer Zimmerer-Lehre die Baugewerkschule Dresden. Er ließ sich zunächst als selbständiger Baumeister in Roßwein nieder, siedelte aber später nach Meißen und Dresden über. Als Baumeister war Hartwig für den Neubau der Fürstenschule St. Afra in Meißen verantwortlich.
Von 1873 bis 1879 vertrat er als Abgeordneter der Konservativen den 24. städtischen Wahlbezirk in der II. Kammer des Sächsischen Landtags.
Von 1882 bis 1890 und von 1892 bis 1902 war Hartwig Stadtverordneter der sächsischen Residenzstadt Dresden. Ab Mai 1898 fungierte er als 2. und von 1899 bis 1900 als 1. Vizevorsteher des Kollegiums. Im Stadtverordnetenkollegium trat er als Führer der Hausbesitzerfraktion in Verbindung mit der antisemitischen Deutschen Reformpartei auf. Insbesondere in den Jahren von 1884 bis 1889 war er ein leitender Kopf der Opposition gegen die Politik des Rats. Ab Mitte der 1880er Jahre war er einer der Führer der Reformpartei, nachdem er im November 1885 von den Konservativen ausgeschlossen worden war. Unter seiner Beteiligung hatte sich seit Anfang der 1880er-Jahre sachsenweit ein dichtes Netz antisemitischer Vereine etabliert.
Von Oktober 1884 bis Februar 1887 vertrat er als Abgeordneter der Reformpartei und der Christlich-sozialen Partei den 5. sächsischen Wahlkreis (Dresden links der Elbe) im Reichstag. Im Reichstagshandbuch wird er als „christlich-sozial-konservativ“ bezeichnet.
Hartwig gehörte dem Hauptvorstand der Mittelstandsvereinigung im Königreich Sachsen an. Von 1903 bis 1907 war er unbesoldeter Stadtrat von Dresden. Bis 1907 war er Vorsitzender des Dresdner Allgemeinen Hausbesitzervereins und Direktor des Verbandes der deutschen Grundbesitzervereine. Hartwig starb 1908 in Dresden und wurde auf dem Johannisfriedhof beigesetzt.
Im Jahr 2010 wurde im Dresdner Ortsteil Gompitz der Hartwigweg nach ihm benannt.